# Long Distance Calling
Long Distance Calling är ett tyskt postrockband bildat 2006 i staden Münster, Tyskland. Gruppen kännetecknas av sina huvudsakligen instrumentala och melankoliska låtar som ofta är över 5 minuter långa. Long Distance Calling har bland annat samarbetat med Peter Dolving från The Haunted (i låten Built Without Hands) och Jonas Renkse från Katatonia (i låten The Nearing Grave) där de har bidragit med sången. Albumet 090208 producerades tillsammans med det schweiziska bandet Leech. År 2011 släppte Long Distance Calling sitt tredje album som är självbetitlat. Med detta album fokuserar gruppen på tid och rum, vilket namnet på albumet anspelar på. LDC uppträdde år 2008 på Rock am Ring i Tyskland och Roadburn Festival i Nederländerna. Under sommarhalvåret 2011  kommer gruppen att turnera i bland annat Tyskland, Finland, Nederländerna, Spanien och Portugal.

## Medlemmar
Nuvarande medlemmar
- David Jordan – gitarr
- Janosch Rathmer – trummor
- Florian Füntmann – gitarr
- Jan Hoffmann – basgitarr

Tidigare medlemmar
- Reimut van Bonn – bakgrundsljud (2006–2012)
- Martin Fischer – sång (2012–2015)

Turnerande medlem
- Petter Carlsen (2015–)

## Diskografi
Album
- dmnstrtn (2006, demo)
- Satellite Bay (2007)
- 090208 (2008), (tillsammans med Leech)
- Avoid The Light (2009)
- Long Distance Calling (2011)
- The Flood Inside (2013)
- Trips (2016)
- Boundless (2018)